# 起きよ祭り
起きよ祭り（おきよまつり）とは、宮崎県日向市の美々津町で旧暦「八朔」（8月1日）の夜に子どもたちが短冊飾りのついた笹を手に町の家々の戸を「起きよ、起きよ」と叩いて回る祭りである。
神武天皇が神武東征の際、この地から船出されたと伝えられている。天皇がこの耳川河口周辺に軍勢を集結させていたが、凧を揚げての風見・遠見の結果、旧暦の8月1日の朝2時頃、風の具合が丁度良くなった為に、急遽、出発することとなったという。町の人々は「起きよ！起きよ！」と声を掛けて回り出発の準備をし、餡子入り団子を作ろうとしたが急いだために米の粉と小豆を搗き混ぜた「おきよ団子」・「お船出だんご」・「つき入れ餅」などと呼ばれる団子を作りこれを献上した。天皇は立ったままで衣服を繕われたという故事に因む祭りである。
町内には、神武天皇が航海の安全を祈願したという場所に小さな神社があり、境内には天皇が腰掛けられたという「御腰掛岩」がある。
稲の実りを祝い牡丹餅を贈り合う風習と暴風を静めるため、二百十日前後に行う風祭りなどが重なった行事ともいわれる。